# 공기펌프자리 은하단
공기펌프자리 은하단(영어: Antlia Cluster 또는 Abell S0636)은 공기펌프자리에 있는 은하단이다. 260개의 은하가 모여 있다.

## 같이 보기
- 머리털자리 은하단
- 직각자자리 은하단